# Tokelau
Tokelau es un archipiélago ubicado en Oceanía, al sur del océano Pacífico, y consta de tres atolones llamados Atafu, Nukunonu y Fakaofo y unos 125 islotes que abarcan un área de 12 km². Su población es de cerca de 1400 habitantes. Es un territorio dependiente administrativamente de Nueva Zelanda y uno de los 17 territorios no autónomos bajo supervisión del Comité de Descolonización de las Naciones Unidas.

## Etimología
El nombre Tokelau es una palabra en tokelauano que significa «viento del Norte». Las islas fueron bautizadas como «Islas Unión» y «Grupo Unión» por exploradores europeos en el momento de su descubrimiento. «Islas Tokelau» fue adoptada como nombre en 1946, y fue reducido a «Tokelau» el 9 de diciembre de 1976.

## Historia
Los primeros pobladores de Tokelau fueron marineros de origen polinesio provenientes de los grupos de islas cercanos. Las islas fueron convertidas en protectorado británico en 1889. En 1916 fueron integradas a la Colonia Británica de las islas Gilbert y Ellice, antes de pasar a ser administradas por Nueva Zelanda desde 1925. Actualmente, Tokelau sigue siendo territorio de Nueva Zelanda, administrado bajo el Acta de Tokelau de 1948. Sin embargo, los tokelauanos se encuentran redactando una constitución y desarrollando instituciones autónomas de gobierno, encaminadas a establecer con Nueva Zelanda un pacto de libre asociación similar al de Niue y las islas Cook.[cita requerida]
El 29 de diciembre de 2011, Tokelau, junto con Samoa, decidió cambiar su huso horario de UTC-10 a UTC+14, con lo que se adelantó un día, y así el 30 de diciembre del mencionado año fue suprimido, dando inicio al 31. Así, ambos Estados se convierten en unos de los primeros en entrar en un día, y consecuente lo serían en relación con 2012 y subsiguientes. El cambio de horario se dio para fortalecer la economía comerciante del país respecto a China, Australia y Nueva Zelanda, Estados que se encuentran más cerca de Tokelau, pero que poseían casi un día de diferencia al respecto.

## Gobierno y política
En 1877, las islas se incluyeron en los territorios bajo la protección del Reino Unido por una Orden en Consejo que reclamaba jurisdicción sobre todas las islas del Pacífico no reclamadas. El comandante C. F. Oldham del HMS Egeria desembarcó en cada uno de los tres atolones en junio de 1889 e izó oficialmente la bandera del Reino Unido, declarando al grupo como protectorado británico. De conformidad con el deseo expresado por "el gobierno nativo" fueron anexionadas por el Reino Unido e incluidas en las Islas Gilbert por la Orden en Consejo de las Islas Tokelau (Islas de la Unión). La anexión tuvo lugar el 29 de febrero de 1916. Desde el momento en que las islas fueron anexionadas, su pueblo tuvo el estatus de súbdito británico. Tokelau fue separado de la colonia de las Islas Gilbert y Ellice y puesto bajo la jurisdicción del Gobernador General de Nueva Zelandia en 1925, a cuyo efecto se dictaron dos Órdenes en Consejo ese mismo día. Esta medida significó que Nueva Zelandia asumió la administración de Tokelau en lugar de los británicos el 11 de febrero de 1926. En ese momento, Tokelau seguía siendo un territorio bajo la soberanía del Reino Unido pero administrado por Nueva Zelandia.
El Decreto en Consejo de las Islas de la Unión, de 1948, después del acuerdo de los Gobiernos del Reino Unido y de Nueva Zelandia de que las islas pasaran a formar parte de Nueva Zelandia, revocó el Decreto en Consejo de las Islas de la Unión (N.º 2), de 1925, con efecto a partir de una fecha fijada por el gobernador General de Nueva Zelandia después de que este estuviese convencido de que el Parlamento de Nueva Zelandia había previsto la incorporación de las islas a Nueva Zelandia, como lo hizo en virtud de la Ley de las Islas Tokelau de 1948. Tokelau pasó a formar parte oficialmente de Nueva Zelandia el 1 de enero de 1949.
La jefe de Estado es el Rey Carlos III, representada por el Administrador Jonathan Kings. El ulu (jefe de Gobierno) actual es Siopili Perez, quien preside sobre el Consejo de Faipule, consistente en tres líderes electos (uno de cada atolón) que actúan como un gabinete. La monarquía es hereditaria, el administrador es designado por el ministro del Exterior de Nueva Zelanda, y el jefe de Gobierno es electo por el Consejo de Faipule cada año.
La reforma al Acta de Tokelau de 1996 confiere poderes legislativos al Fono General, un cuerpo parlamentario unicameral de 45 miembros. El Taupulega o Consejo de Ancianos de cada atolón escoge 15 representantes para cumplir periodos de tres años.
El 11 de noviembre de 2004, Tokelau y Nueva Zelanda comenzaron a formular un nuevo tratado que transformaría a Tokelau en una nueva entidad política en libre asociación con Nueva Zelanda. Para lograr esto, además de la firma de este tratado, habrá de elaborarse un acta de autodeterminación en virtud de la Carta de las Naciones Unidas.
Además del tratado, se llevó a cabo un referéndum sobre la opción de la autodeterminación patrocinado por la ONU, en febrero de 2006. De 581 votos, 349 resultaron en favor del Estado Asociado, siendo requerida la mayoría de dos tercios para ser aprobada la medida. En octubre de 2007 se realizó un nuevo referéndum, en el cual faltaron 16 votos para aprobar el estado de libre asociación.

## Organización territorial

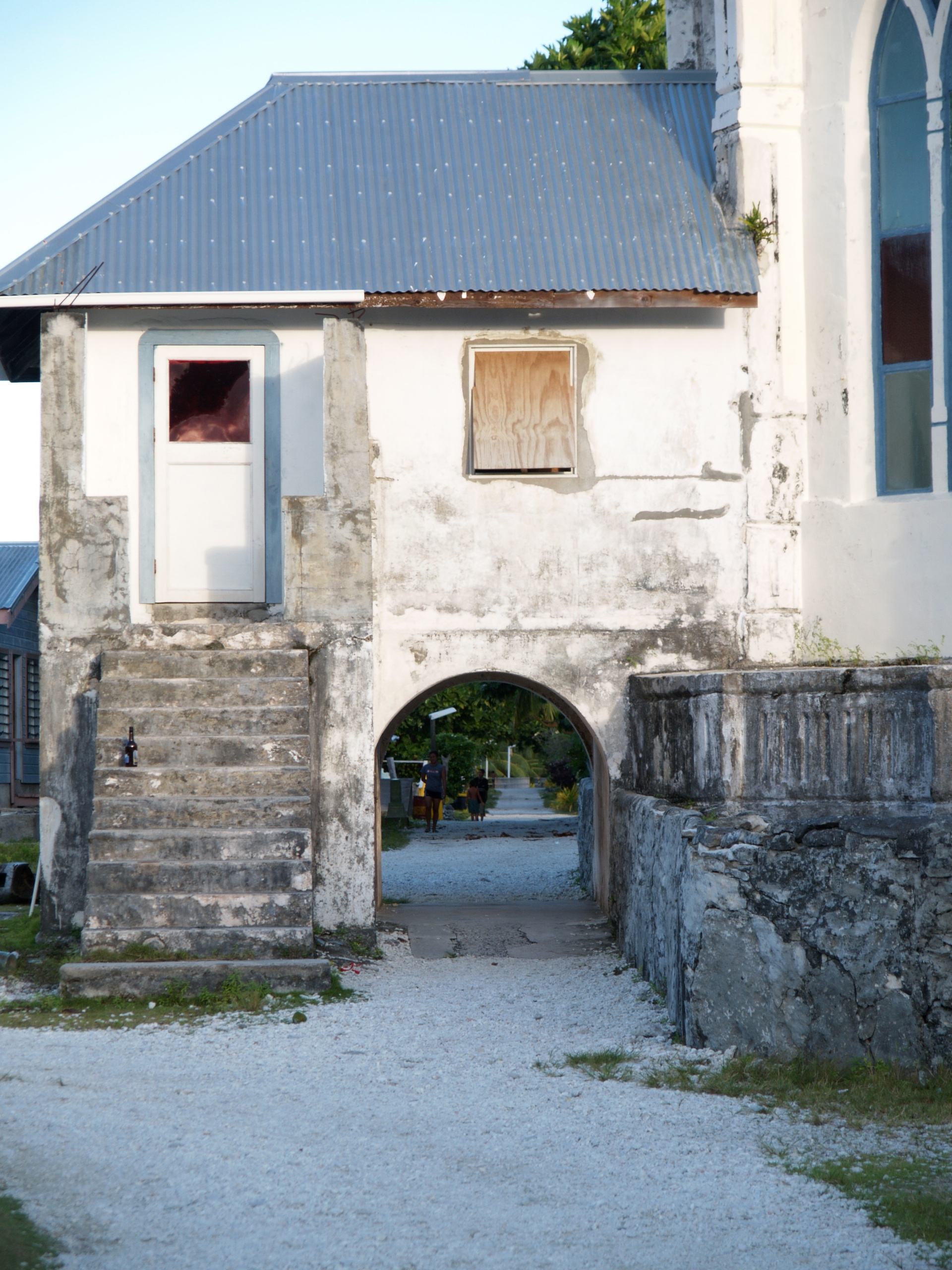
La parte posterior (nave) de la Iglesia católica sobre Nukunonu en Tokelau. El arco alto de la calle principal del pueblo.

La Organización político-administrativa de Tokelau, también depende de Nueva Zelanda y conserva responsabilidades constitucionales con este país.

## Geografía

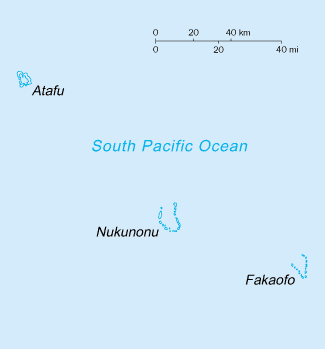
Mapa de Tokelau.

Tokelau se compone de tres grupos de islotes (atolones) de origen coralino en el océano Pacífico Sur, aproximadamente a la mitad de la distancia entre Hawái y Nueva Zelanda, en el cinturón de tifones del Pacífico. Ninguna de las islas de Tokelau tiene puerto. Su capital es Fakaofo.
Los atolones son Atafu (previamente conocido como el Grupo del Duque de York), Nukunonu (antes llamado el Grupo del Duque de Clarence) y la isla Fakaofo (Bowditch). Los tres se localizan entre 171° y 173° al oeste de Greenwich, y entre 8° y 10° al sur del ecuador. La suma de sus áreas territoriales es de 12 km².

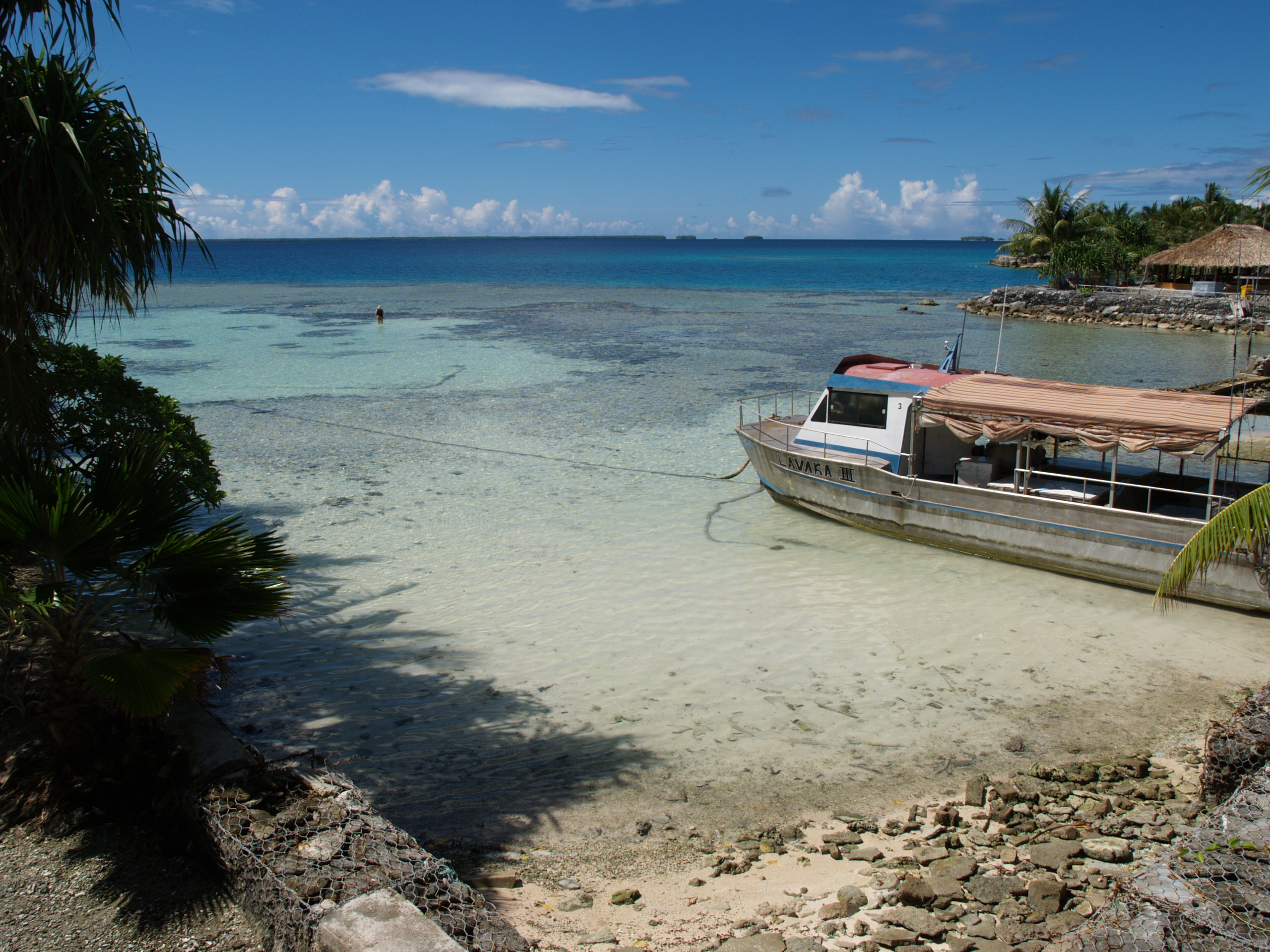
Laguna de Nukunonu

Una cuarta isla que pertenece geográficamente a la cadena de las islas Tokelau es la isla Swains, que sin embargo forma parte de Samoa Americana desde 1935. La isla de Swains fue reclamada por los Estados Unidos de América con arreglo a la Ley de las Islas Guano, al igual que las otras tres islas de Tokelau; las tres últimas reclamaciones fueron cedidas a Tokelau en virtud de un tratado en 1979. En el proyecto de constitución de Tokelau sujeto al referéndum de libre determinación celebrado en 2006, Olohega (isla Swains) también fue reivindicada como parte de Tokelau, aunque la reivindicación fue anulada en el mismo tratado de 1979. Con ello, según el punto de vista estadounidense se estableció una frontera claramente definida entre Samoa Americana y Tokelau.
La reivindicación de Tokelau sobre Swains es generalmente comparable a la reivindicación de las Islas Marshall de la Isla Wake, administrada por los Estados Unidos, pero el resurgimiento de esta cuestión algo latente ha sido un resultado no deseado de los recientes esfuerzos de las Naciones Unidas por promover la descolonización de Tokelau. Los habitantes de Tokelau se han mostrado en cierto modo reacios a impulsar su identidad nacional en el ámbito político: las recientes medidas de descolonización han sido impulsadas principalmente desde el exterior por razones ideológicas. Pero al mismo tiempo, los habitantes de Tokelau se muestran reacios a renegar de su identidad cultural común con los isleños de la Isla Swains que hablan su idioma.
Ubicado en la Polinesia, en el Pacífico Sur, al este de Tuvalu, el archipiélago tiene relieve plano, con suelos delgados y poco fértiles. Las lluvias son erráticas y suele haber sequías. La pesca constituye una actividad tradicional.
| Atolón   | Coordenadas                                  |
| -------- | -------------------------------------------- |
| Atafu    | 8°33′6″S 172°30′3″O / -8.55167, -172.50083   |
| Nukunonu | 9°10′6″S 171°48′35″O / -9.16833, -171.80972  |
| Fakaofo  | 9°21′55″S 171°12′54″O / -9.36528, -171.21500 |

### Medio ambiente
Tokelau se ubica en la ecorregión de bosques tropicales del oeste de Polinesia. La mayoría de la vegetación original ha sido reemplazada por plantaciones de cocoteros algunas de las cuales han sido abandonadas y se han convertido en bosques silvestres. Los atolones de Tokelau proporcionan un hábitat a treinta y ocho especies de plantas indígenas, más de 150 especies de insectos y diez especies de cangrejos terrestres. Uno de los mayores retos de la biodiversidad se produce por la introducción de mamíferos depredadores como la rata polinesia.
En 2011 Tokelau declaró todas su zona económica exclusiva de 319 031 km² un santuario de tiburones.

### Ciclón Percy
El ciclón Percy golpeó y dañó severamente Tokelau a finales de febrero y comienzos de marzo de 2005. Las predicciones infravaloraron la fuerza del ciclón y la duración que tendría en la zona de Tokelau. Coincidió con el cambio de temporada a la primavera lo que hizo que la mayor parte del área de las dos poblaciones de Fakaofo y Nukunonu quedasen sepultadas bajo un metro de agua de mar. El ciclón también causó una importante erosión en varios de los islotes de los tres atolones, dañando carreteras y puentes e interrumpiendo la corriente eléctrica y las telecomunicaciones. El ciclón también provocó importantes daños en los campos de cultivo incluyendo entre estos los bosques de bananas, cocos y pandanus. No hirió de gravedad a ninguna persona pero los habitantes sufrieron graves pérdidas materiales. El futuro geográfico de Tokelau depende de la altura del océano. No hay terrenos que superen los dos metros sobre el nivel del mar. Esto significa que Tokelau es particularmente vulnerable a cualquier posible aumento del nivel del mar.

## Economía

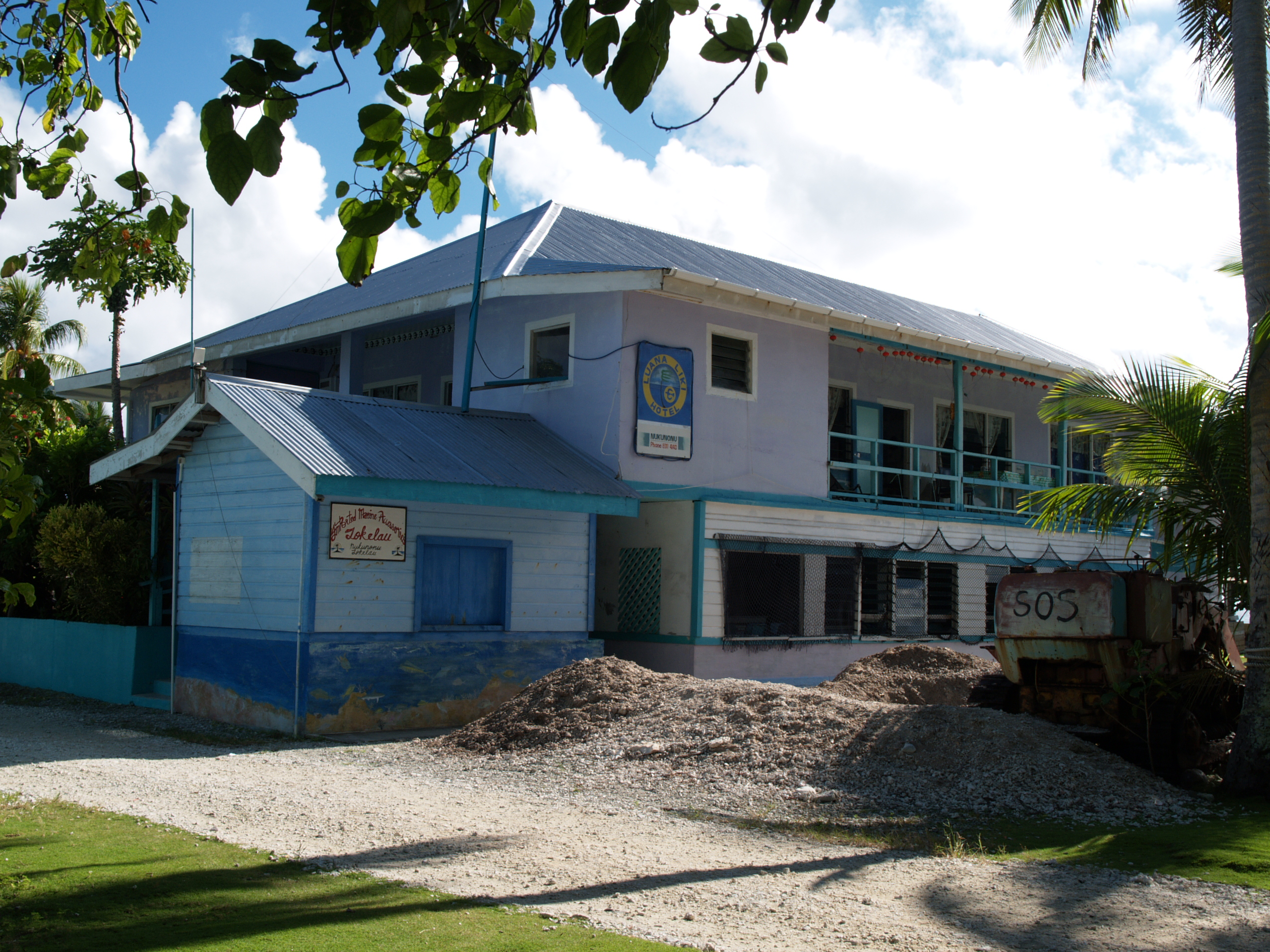
Hotel en Nukunonu en Tokelau.

Tokelau es una comunidad muy pobre, con un poder de consumo de cerca de 1000 US$ (814 €) per cápita. El gobierno obtiene unas ganancias aproximadas de 410 000 € (menos de 500 000 US$) anuales, contra unos gastos de 2 300 000 € (2 800 000 US$). Este déficit se compensa por la ayuda económica proporcionada por Nueva Zelanda. Tokelau exporta alrededor de 80 000 € (100 000 US$) en estampillas, copra y artesanías a Nueva Zelanda, país del que a su vez importa 245 000 € (más de 300 000 US$) en alimentos, materiales para construcción y combustible.
Las industrias locales incluyen pequeñas empresas de producción de copra, artesanía en madera, artesanía tejida, estampillas, monedas y pesca. La agricultura de Tokelau produce coco, copra, panapén (árbol de jack), papaya y plátano. Además, hay crianza de ganado porcino, caprino y aves. Muchas ganancias de dinero vienen principalmente de la venta de sellos postales para coleccionistas.

## Infraestructura

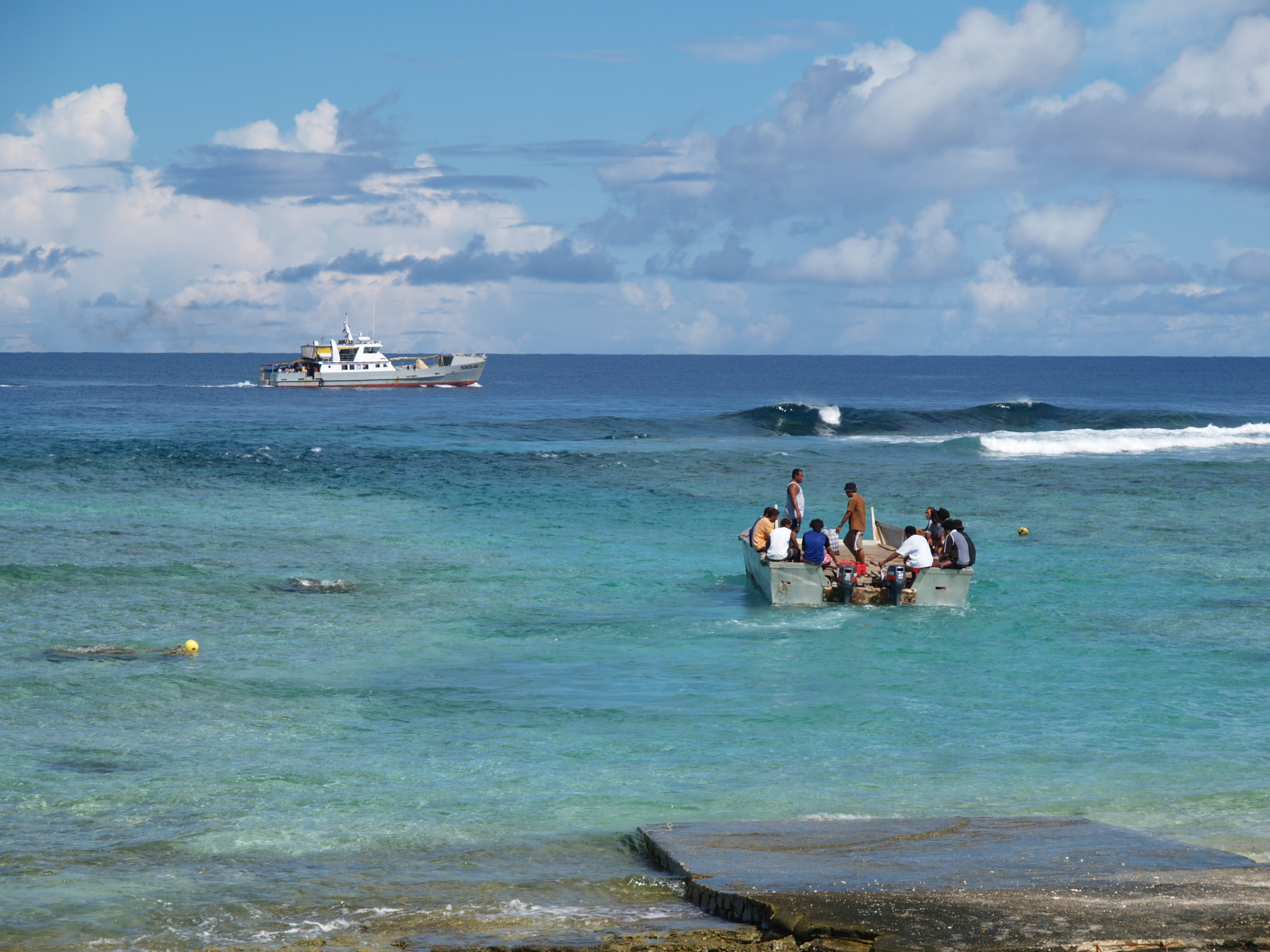
Una barca deja la rampa de atraque en Nukunono para transportar carga y pasajeros desde el MV Tokelau.

Tokelau tiene un servicio de radioteléfono con Samoa. En 1997, una regulación del gobierno estableció un servicio de teléfono (TeleTok) con tres estaciones satélite-tierra. Cada atolón tiene una estación de emisiones para la navegación y los informes meteorológicos y cada casa tiene una radio o acceso a una.
Tokelau es servido por la MV Tokelau, propiedad del país, con un viaje a Apia en Samoa que se efectúa con una duración de un día. Los barcos mueven carga que cargan y descargan en el lateral del islote donde la gente vive y mantienen sus habitantes la zona de atraque.
Cuando la mala meteorología evita que las embarcaciones efectúen el viaje, los barcos permanecen a las afueras de los atolones a la espera de que mejoren las condiciones meteorológicas o se dirigen a los otros atolones a intentar desembarcar y embarcar su carga o pasaje.
No hay aeropuerto en Tokelau, así que los viajes son efectuados por barcos exclusivamente.

### Nombres de dominios de Internet
Tokelau ha incrementado su PIB en más de un 10 % a través de los registros de su nombre de dominio bajo su dominio más usado, .tk. Los registros pueden ser gratuitos, en cuyo caso el usuario posee solo los derechos de uso y no el dominio, o de pago, que garantiza todos los derechos. Los dominios gratuitos son asignados a los servidores de Tokelau, que redirige el dominio vía HTML a una dirección específica y la redirección de más de 250 correos electrónicos a una dirección externa (no a un dominio .tk). Los dominios gratuitos no contienen publicidad de terceros pero tienen un límite de tráfico mínimo de 25 visitantes únicos en un periodo de noventa días. Si no se alcanza dicho límite, el dominio es suspendido y el propietario tiene diez días para convertir el dominio en uno de pago o bien retirar el dominio.
En septiembre de 2003 Fakaofo se convirtió en la primera parte de Tokelau con una conexión de Internet de alta velocidad. Foundation Tokelau financió el proyecto. Tokelau da más dominios gratuitos que ningún otro territorio garantizándose así una publicidad importante de su territorio. Esto ha permitido a la nación ganar una mejora en las tecnologías de telecomunicaciones. así como más ordenadores y acceso a internet a los residentes de Tokelau. En 2012, una sexta parte de la economía de las islas se componía de la venta de dominios .tk.

### Energía
Tokelau es el primer país del mundo que ha concluido la transición energética, ya que no cuenta con mix eléctrico, al obtener toda la energía que necesita de la electricidad solar.

## Demografía

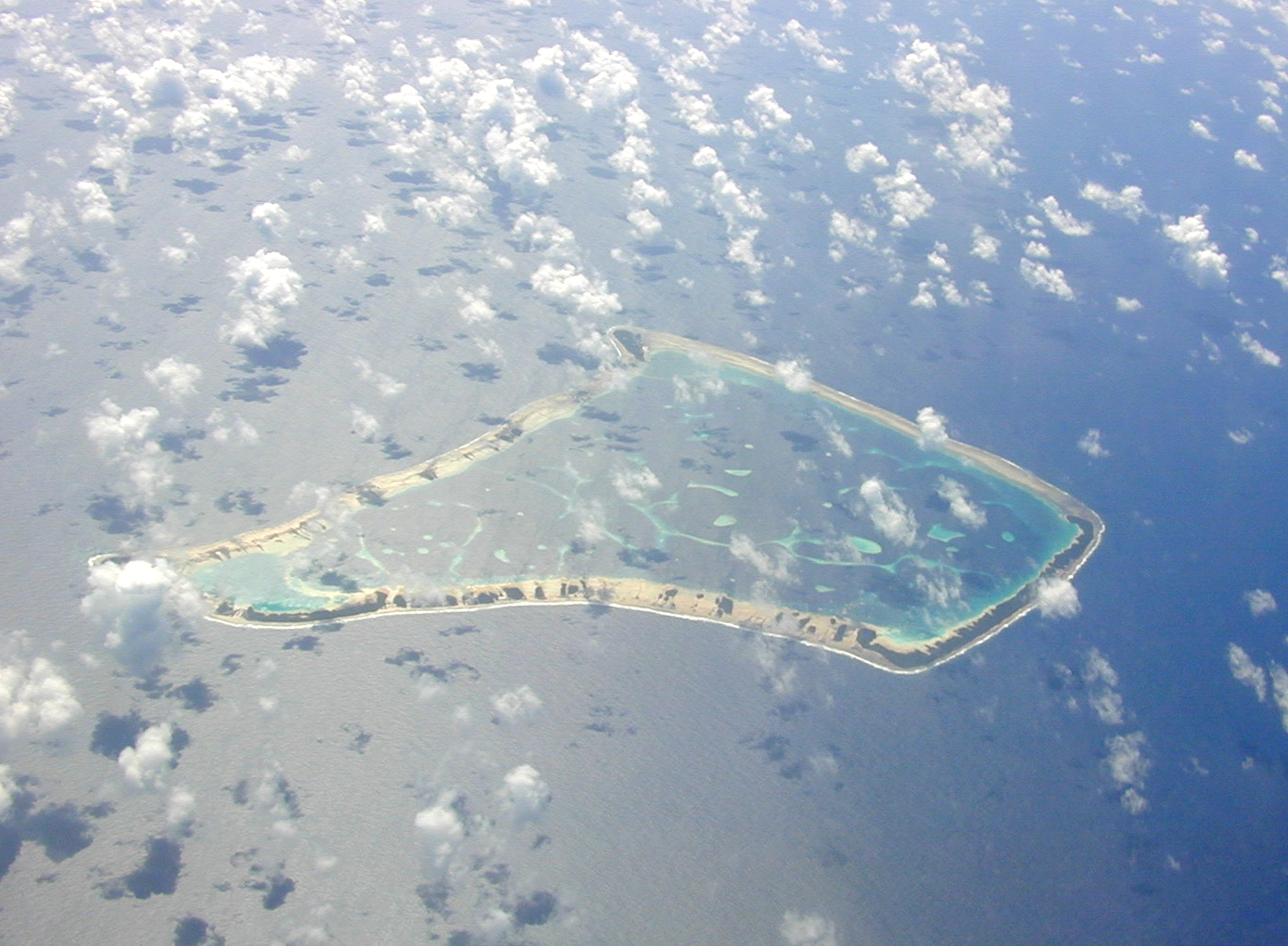
Atolón Fakaofo.

Los menos de 1500 habitantes en Tokelau son de origen polinesio, y habitan en tres aldeas donde se habla tokelauano e inglés. Su aislamiento y carencia de recursos ha desfavorecido el desarrollo económico, y mantiene a la agricultura en un nivel de subsistencia. La falta de recursos naturales y la sobrepoblación están propiciando la emigración hacia Nueva Zelanda, lo que se refleja en que la población desciende en 0,9 % por año.

### Religión
Tokelau es un territorio predominantemente cristiano. En la isla de Atafu, el 62 % de los habitantes son miembros de la Iglesia Cristiana Congregacional (de Samoa); en Nukunonu, casi todos son católicos (lo que corresponde al 34 % de la población total); en Fakaofo ambas denominaciones están presentes, pero es predominante la Iglesia Cristiana Congregacional con otras denominaciones con el 5 %. Las proporciones para todo Tokelau son: miembros de la Iglesia Cristiana Congregacional 70 %, católicos 28 % y otros 2 %.

### Sanidad y educación
Cada atolón tiene una escuela y un hospital. Los servicios sanitarios están gestionados por un Director Sanitario con base en Apia y un inspector sanitario que se traslada entre los atolones cuando es requerido por los médicos asignados a cada hospital. En 2007 no había siempre un médico en cada isla, con los que se enviaron locums para cubrir estos huecos. Los graduados médicos de Tokelau aliviarán esta falta de médicos en los próximos años.
Muchos jóvenes de Tokelau viajan a Nueva Zelanda para mejorar su educación y los barcos vienen completamente llenos en Navidades con los estudiantes que regresan a casa y, cuando concluye este periodo festivo, pasa lo mismo con los barcos de vuelta, que llevan a los estudiantes rumbo a un nuevo año de estudio.

## Cultura

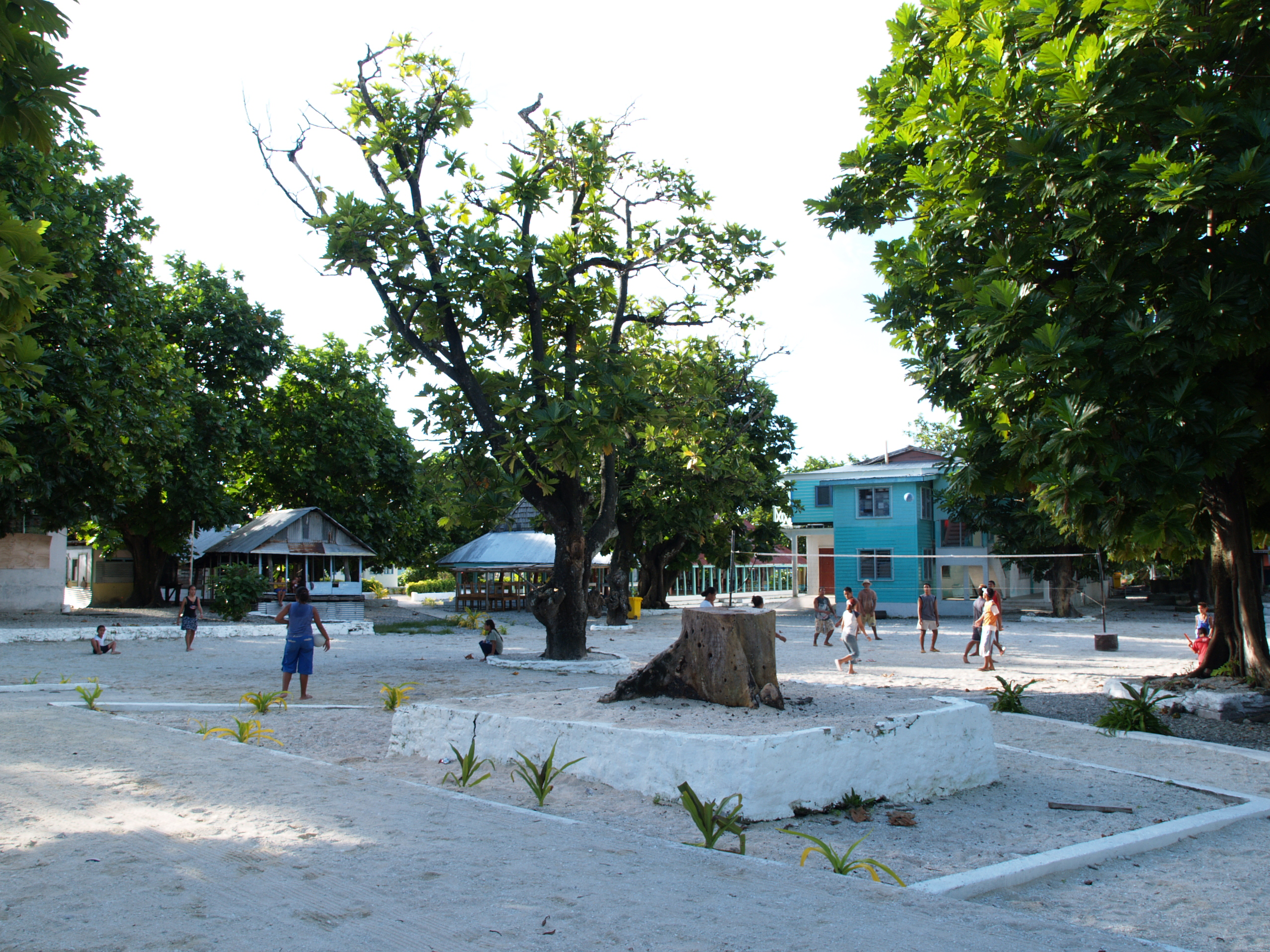
Plaza central de Fakaofo.

La cultura de Tokelau se entronca en la cultura polinesia, ya que poseen una puesta en común de sus recursos según las necesidades. El respeto de los ancianos es una característica importante de esta cultura, siendo la edad la cual normalmente determina el nivel de empleo, y los habitantes mayores los que ocupan los cargos directivos. En Tokelau se producen finas artesanías, tejidos, tales como alfombras, bolsos, sombreros y abanicos. En Tokelau se venden sellos y monedas como objetos de colección. Tokelau celebra con fiestas, competiciones deportivas y desfiles tanto las festividades religiosas como seculares. Gracias a las grandes distancias que la separan del resto del mundo la cultura indígena se ha preservado en Tokelau en mayor medida que en la mayoría de los lugares del planeta.
La música tradicional de Tokelau comparte muchas similitudes con otros archipiélagos de la región. En ella sobresalen los elementos corales e instrumentos de percusión hechos con los materiales disponibles en la isla, como la madera. La gastronomía de Tokelau se basa en los productos disponibles en las islas, ya que la mayor parte de los alimentos se importan de otros territorios. Los ingredientes más importantes incluyen el pescado, la batata, el taro, el frutipan, cerdo, pollo y cocos. La bebida tradicional de las islas es el kaleva, una bebida fermentada hecha a base de leche de coco.

## Deporte
Debido a su pequeño tamaño, Tokelau no está afiliado a la mayoría de las organizaciones deportivas internacionales, y rara vez participa en eventos internacionales. La única competición internacional importante en la que Tokelau participa son los Juegos del Pacífico. Tokelau ganó sus primeras medallas de oro en los Juegos del Pacífico de 2007 en Apia, obteniendo un total de cinco medallas (tres de oro, una de plata y una de bronce), todas en bolos sobre hierba, y terminando en el 12.º lugar (de 22) en la tabla general de medallas. Esto incluyó dos medallas de oro para Violina Linda Pedro (en las parejas y en las individuales femeninas), lo que la convierte en la atleta individual de mayor éxito de Tokelau hasta la fecha.
El voleibol es el deporte más practicado de Tokelau, ya que Tokelau prohibió la caza de ballenas, como deporte, en todos los aspectos, es decir, cazas de ballenas provocadas por los propios tokelauanos, cazar ballenas en territorio tokelauano o, incluso, en territorio neozelandés.[cita requerida] El surf y el waterpolo también son deportes muy practicados por los tokelauanos. Cabe resaltar que en Tokelau también se practica el rugby.
También hay que reseñar el tenis de mesa puesto que la Tokelau Table Tennis Association es miembro de la ITTF-Oceanía y ha comenzado en 2014 a participar en torneos internacionales.